# Пам'ятник білорусам, загиблим за Україну (Київ)
Па́м'ятник білорусам, загиблим за Україну — монумент у Києві, присвячений білорусам, що загинули під час подій Євромайдану та російсько-української війни. Відкритий 28 березня 2016 року.

## Опис
Пам'ятник виконано в кольорах національного прапора Білорусі (біло-червоно-білий) та включає зображення білоруського національного герба «Погоня».
На пам'ятному знакові розміщені прізвища та фотографії трьох постатей:
- Михайла Жизневського, який загинув під час Революції Гідності від кулі снайпера;
- Алєся Черкашина, який воював в складі тактичної групи «Білорусь» і загинув на Донбасі у серпні 2015 року;
- Віталія Тіліженка, який воював у складі тактичної групи «Білорусь» і загинув на Донбасі у серпні 2015 року.

Автор пам'ятника — Гліб Гржабовський — сам втратив сина в Донецькому аеропорту і погодився брати участь у проєкті на волонтерських засадах.
У 2021 році в річницю битви під Оршею до пам'ятника додали ще одну плиту з іменем загиблого добровольця-парамедика Миколи Іліна.
Восени 2023 з меморіалу було збито герб «Погоня» та гасла «Слава Україні» й «Жыве Беларусь».